# 道の駅舟屋の里 伊根

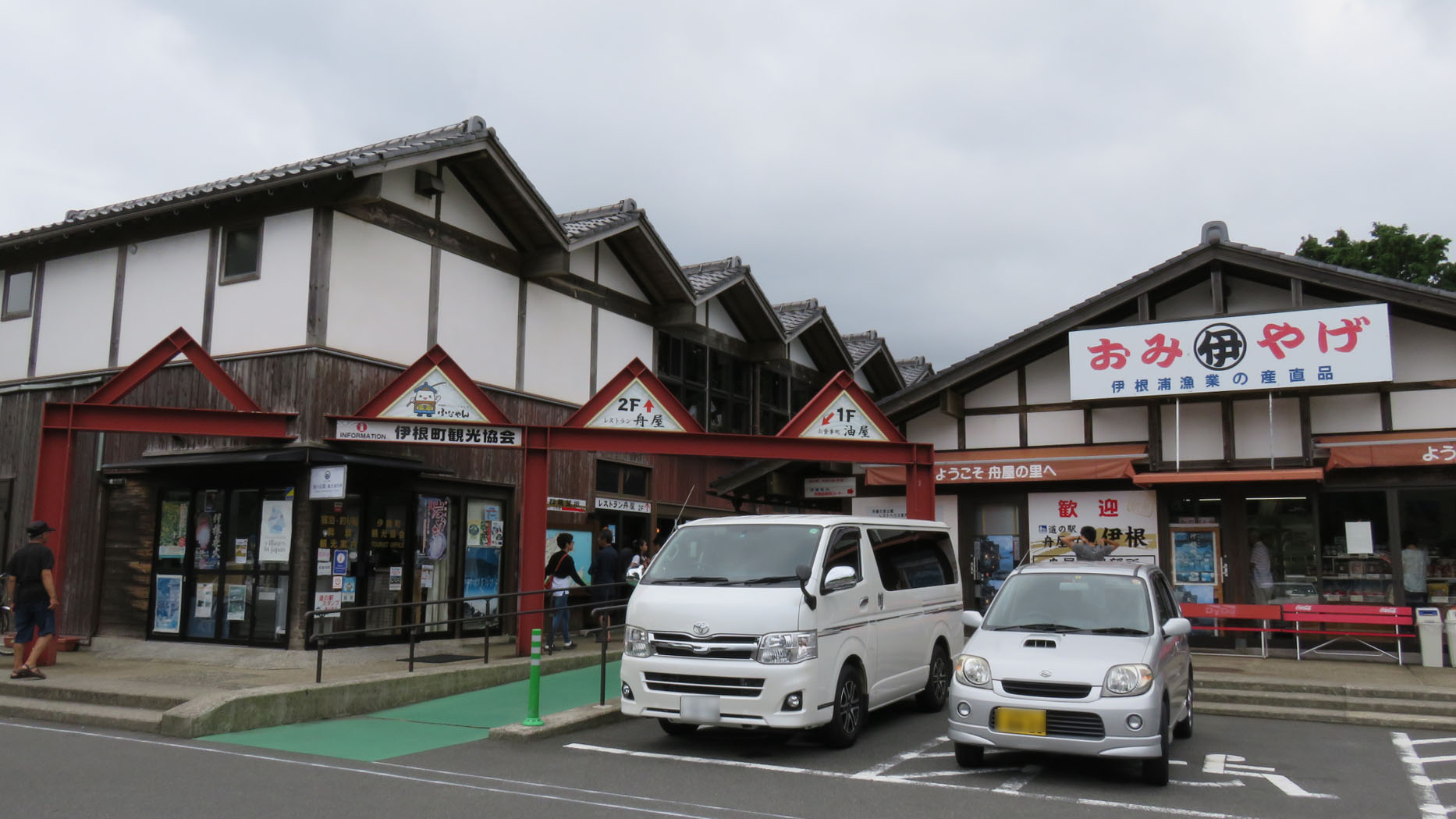
施設

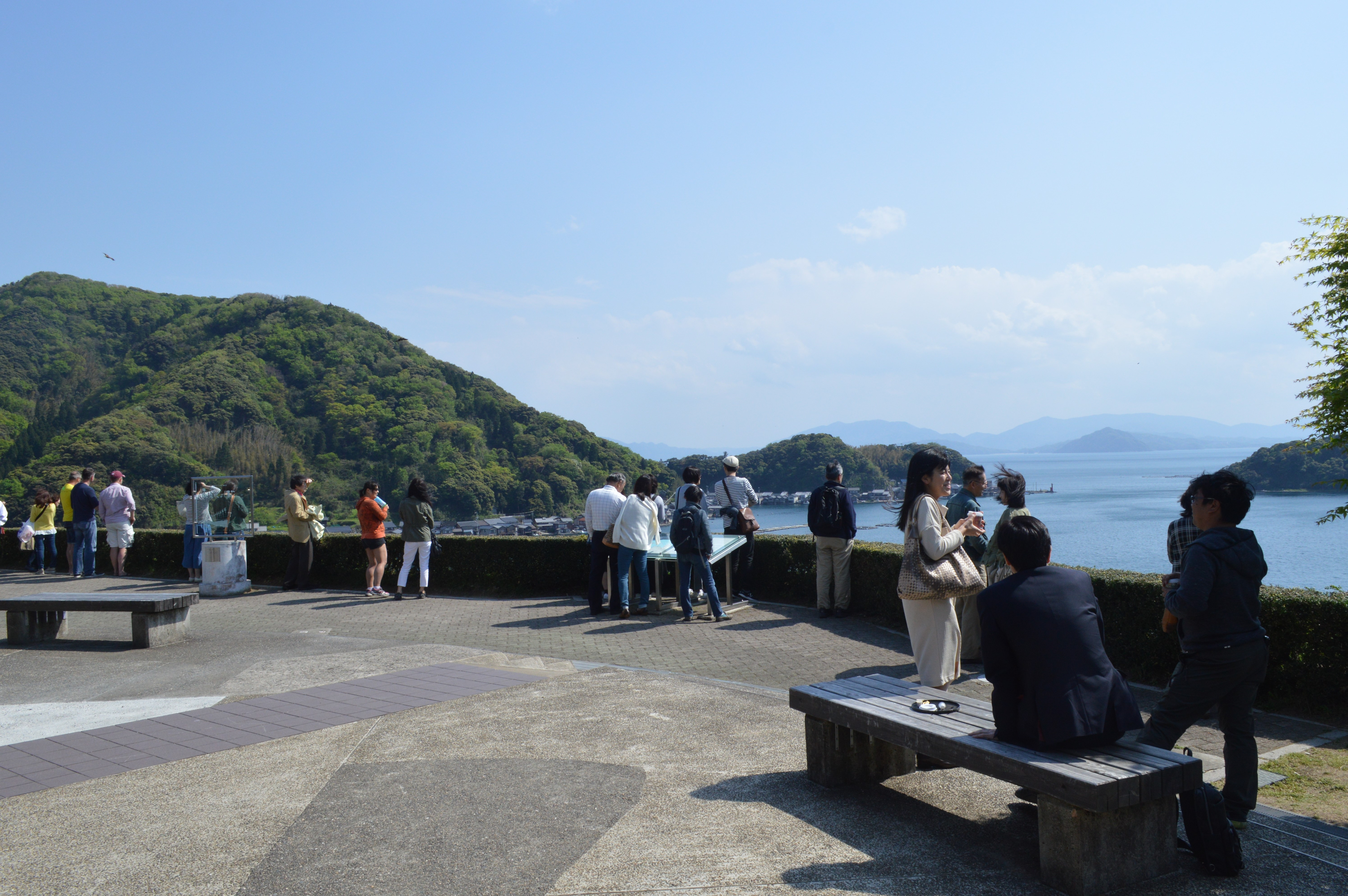
展望スポット

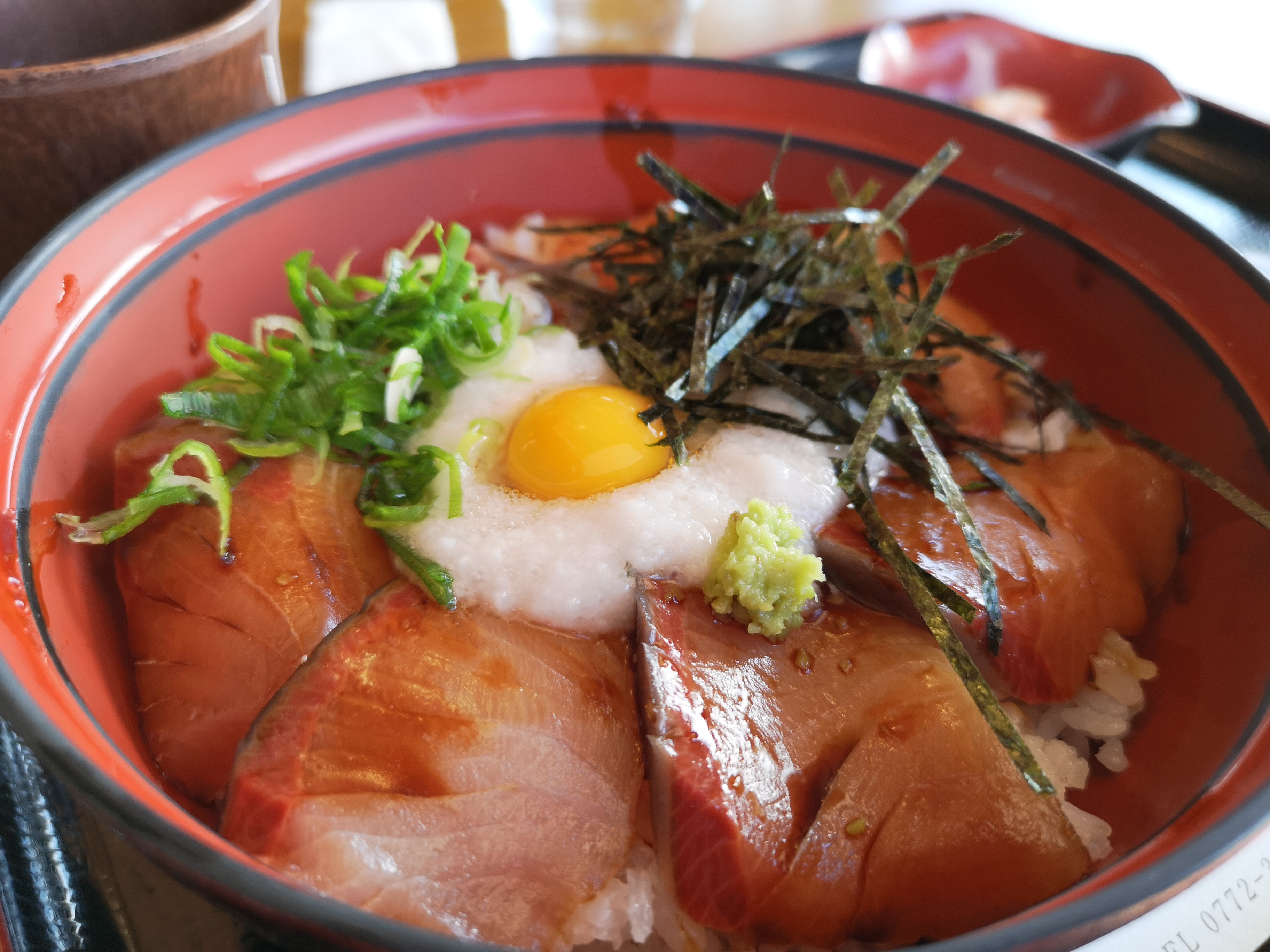
レストラン舟屋で冬に提供される「伊根ブリ」料理の一種

道の駅舟屋の里 伊根（みちのえき ふなやのさと いね）は、京都府与謝郡伊根町字亀島にある国道178号の道の駅である。

## 概要
伊根湾（若狭湾）を一望できる丘陵地に設置されており、全国でもめずらしい舟屋の街並みを望むことができる。

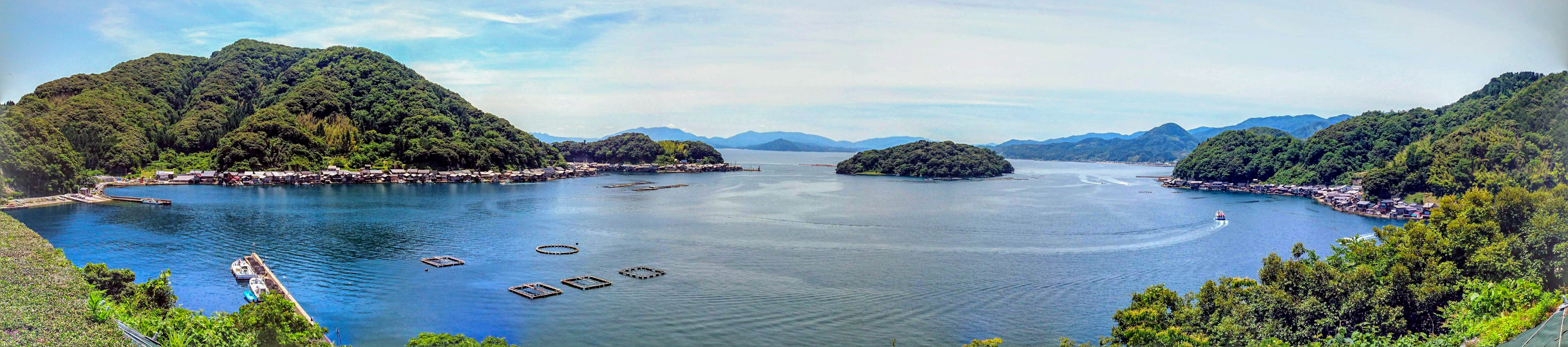
道の駅舟屋の里 伊根から見た伊根湾全景。湾に沿って伊根の舟屋が立ち並び、遊覧船が巡航している。

## 施設
- 駐車場
  - 普通車：134台[1][2]
  - 大型車：3台[1][2]
  - 身障者用：3台[1][2]
- トイレ
  - 男性：大6・小11
  - 女性：11
  - 身障者用：3
- レストハウス棟[1] - 舟屋をイメージした外観となっている[2]。
  - レストラン舟屋[4]（レストラン、10:00 - 17:00）[2]
  - お食事処油屋（同上、11:00 - 17:00）[2]
  - ラウンジFUNAYA（同上、9:00 - 17:00）[2]
  - 伊根浦漁業（売店、9:00 - 17:00）
- 花公園[1]
- イベント広場[1]
- 遊歩道[1]

### 管理団体
- 設置者：伊根町
- 運営者・指定管理者
  - 伊根町観光協会（1993年 - 2001年、運営委託）[1]
  - 株式会社伊根町ふるさと振興公社（2001年 - 2019年3月31日）[1]

2006年（平成18年）4月1日に指定管理者制度の導入に伴い指定管理者として運営[1]。
  - 株式会社油屋（2019年4月1日 - 、指定管理者として運営）[1]

## 休館日
- 全館：毎週火曜日・年末年始（12月31日・1月1日）[2]
- お食事処油屋：毎週水曜日[2]
- ラウンジFUNAYA：毎週木曜日・金曜日[2]

## アクセス
- 国道178号 - 登録路線
  - 京都府道622号伊根港線

## 周辺
- 舟屋
- 伊根湾
- 伊根町立伊根中学校
- 伊根町立伊根小学校
- 伊根湾めぐり遊覧船
- 伊根温泉